# Philip Nitschke

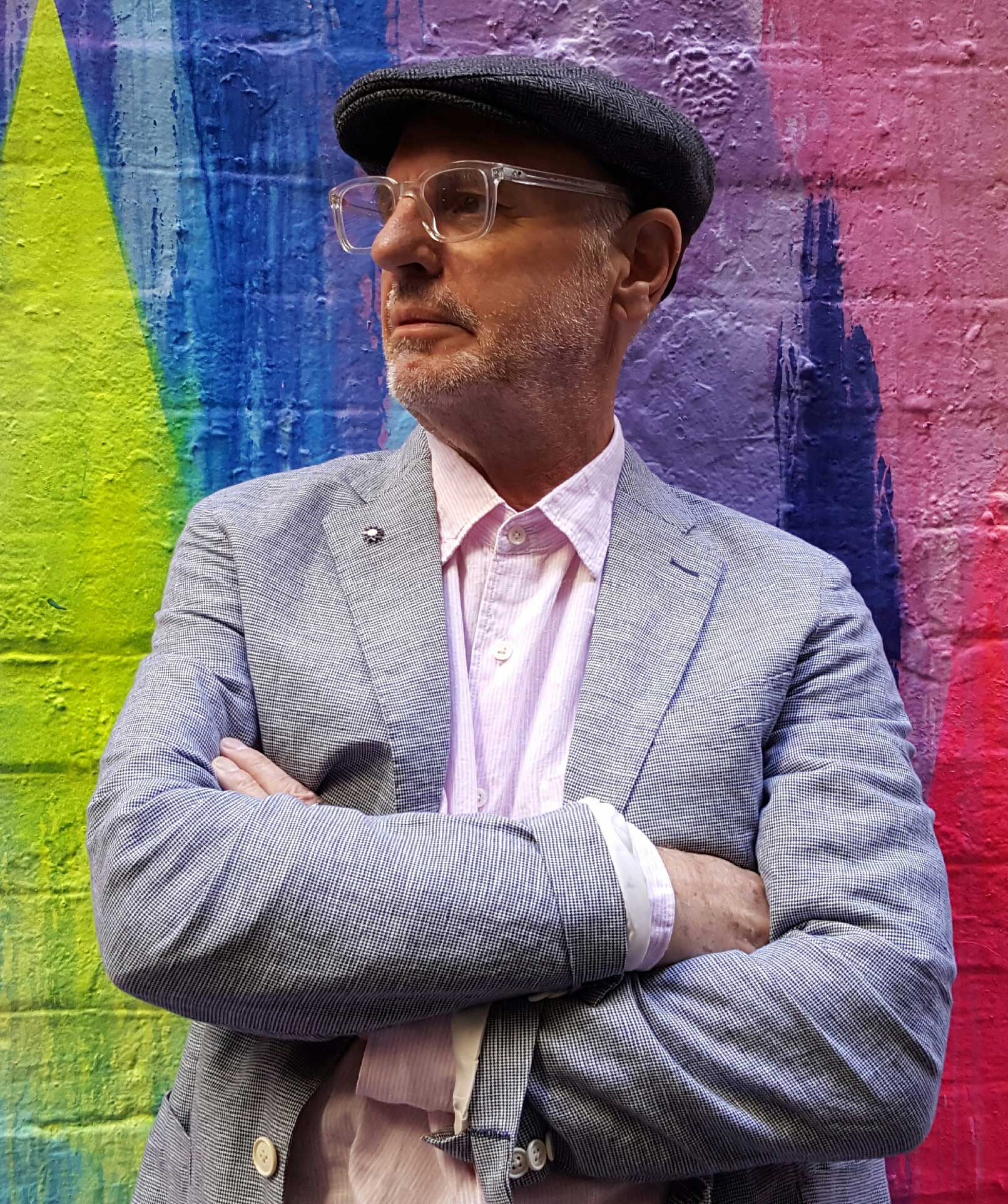
Philip Nitschke (2016)

Philip Haig Nitschke (* 8. August 1947 in Ardrossan, South Australia) ist ein australischer Aktivist, Autor und ehemaliger Arzt. Nach dem 1996–1997 bestehenden Sterbehilfegesetz Rights of the Terminally Ill Act assistierte er beim Suizid schwerstkranker Patienten. Nach der Aufhebung dieses Gesetzes durch das australische Parlament engagierte er sich für ein allgemeines Recht auf einen humanen Tod für Sterbewillige und gründete dafür die Sterbehilfe-Organisation Exit International. In seinen Büchern und Vorträgen bespricht er die verschiedenen Möglichkeiten eines möglichst friedlichen Suizids. Sein Buch Die friedliche Pille wurde in Australien als gemeingefährlich eingestuft und verboten.

## Leben

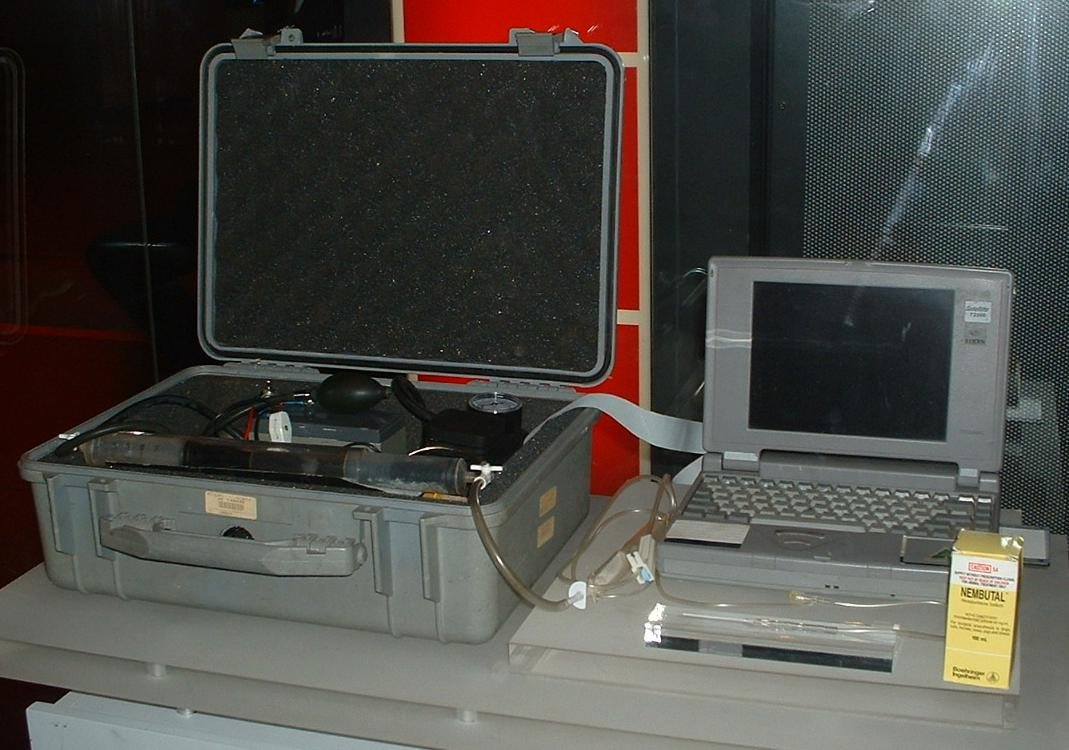
„Deliverance machine“, ausgestellt im Londoner Science Museum

Philip Nitschke wurde als Sohn von Harold und Gweneth Nitschke im Süden Australiens geboren. Nach seinem Physik-Studium und Erlangung des Doktorgrades in Adelaide beschloss er, sich für die Landrechte der Aborigines einzusetzen. Dafür zog er in das Northern Territory und betätigte sich später als Ranger, was er aufgrund einer Verletzung aufgeben musste. Daraufhin begann er ein Medizinstudium an der Universität Sydney, das er 1989 abschloss. Im Anschluss arbeitete er als Arzt im Stadtkrankenhaus Darwin. 1996 wurde er Verfechter des weltweit ersten Sterbehilfe-Gesetzes im Northern Territory, des Rights of the Terminally Ill Act. Vier todkranke Patienten baten ihn um eine Assistenz beim Suizid. Hierfür entwickelte er die „Deliverance machine“, mit der Patienten die tödliche Injektion eines Schlafmittels wie Nembutal über einen Laptop selbst auslösen konnten. Im Jahr darauf entzog der australische Bundesgesetzgeber jedoch dem Territorium die gesetzliche Grundlage, und die Sterbehilfe wurde verboten. Daraufhin verstärkte Nitschke seinen Aktivismus durch Gründung der Sterbehilfe-Organisation „Voluntary Euthanasia Research Foundation“ – später „Exit International“. Zurzeit verbringt Nitschke den Großteil seiner Zeit in den Niederlanden.

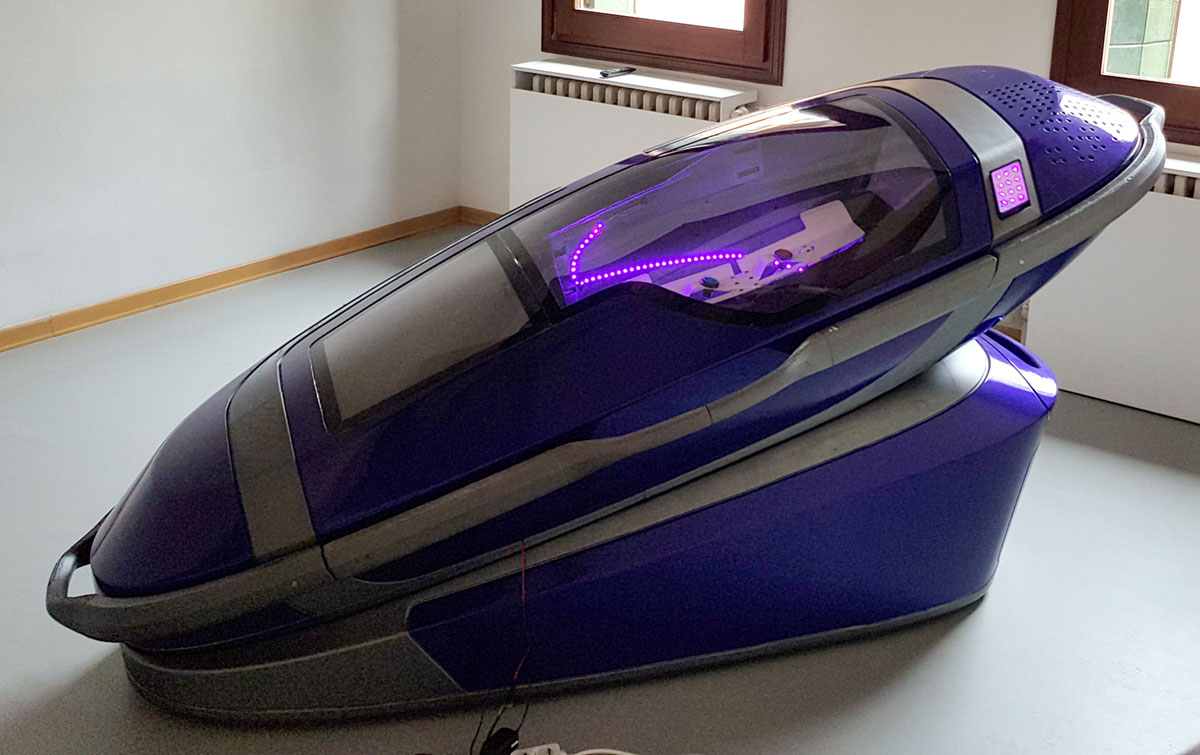
Sarco, eine von Philip Nitschke erfundene Kapsel für die Selbsttötung

2017 stellte Nitschke eine 3D-gedruckte Suizidkapsel vor, die er „Sarco“ nannte. Diese besteht aus einem abnehmbaren Kunststoff-Sarg, montiert auf einen Ständer, der einen Stickstoffbehälter enthält.
Nitschke war im Dezember 2023 in den US-Bundesstaat Alabama gereist, um die Rahmenbedingungen für die Hinrichtung des Mörders Kenneth Eugene Smith zu überprüfen. Smith wurde im Januar 2024 als erster Mensch durch Ersticken mit Stickstoff hingerichtet. Nitschke sagte, es sei etwas völlig anderes, ob jemand freiwillig aufhöre zu atmen, oder ob er damit hingerichtet werde.
Am 23. September 2024 wurde im Schweizer Merishausen eine derartige Tötungskapsel erstmals eingesetzt. Eine 64-jährige US-Amerikanerin war aus den USA angereist und nahm sich damit nahe einer Waldhütte das Leben. Ihre zwei Söhne, die dem Freitod zugestimmt haben sollen, waren in Merishausen nicht zugegen. Die Kantonspolizei verhaftete in der Folge mehrere Personen in einem Waldstück; die Leiche kam zur Obduktion in die Rechtsmedizin.

## Positionen und Kritik
Im Gegensatz zu vielen Organisationen, die sich für Sterbehilfe bei unheilbar Schwerstkranken einsetzen, ist Philip Nitschke der Meinung, dass jeder zurechnungsfähige Mensch, unabhängig von seinem Gesundheitszustand, das Recht auf Selbsttötung hat und dass dies ein Menschenrecht sei. Er informiert dahingehend über seine Tötungskapsel.
Dies führt zu Kritik. Es wird eingewendet, dass das Bekanntwerden seiner Tötungskapsel, labile Menschen gefährden könnte. Die australische Ärztekammer entzog ihm 2015 die Zulassung.
Dass Nitschke für seine erste Tötung die Schweiz gewählt hat, wird kritisiert, da dies zu einer Verschärfung der bisher liberalen Schweizer Sterbehilfegesetzgebung führen könnte und damit den Zugang zur Sterbehilfe für Schwerstkranke erschweren könnte. Auch wehrt sich die Schweizer Ärzteschaft gegen eine weitere Liberalisierung der Sterbehilfe, insbesondere bei psychischen Erkrankungen. So seien Depressionen grundsätzlich eine behandelbare Krankheit. Nitschke als Person wird als Selbstdarsteller kritisiert, der eine maximale mediale Reichweite anstrebe. Auch seine Motive werden in Frage gestellt. Aus rechtlicher Sicht wird angemerkt, dass die Sterbehilfe in der Schweiz bisher von Ärzten begleitet wurde, was in der Vision von Nitschke nicht der Fall sei. Es sei zu prüfen, ob die Tötungskapsel ein Medizinprodukt sei und dementsprechend von der schweizerischen Arzneimittelbehörde Swissmedic zugelassen werden müsse.
Die erste Sterbewillige, eine 55-jährige Amerikanerin, die in der Tötungskapsel sterben sollte, erhob zahlreiche Vorwürfe gegen Nitschke und seine Mitstreiter. Sie habe den größten Teil ihres Besitzes verkauft und sei mit 40'000 Dollar auf dem Konto in die Niederlande geflogen, wo sie von Exit-International (diese Organisation hat keine Verbindung zu Exit (Schweiz)) abgeholt und in die Schweiz begleitet worden sei. Die Unterkunft in teuren Hotels habe sie selber bezahlen müssen. Über den Wechsel ihrer Kontaktperson sei sie vorher nicht informiert worden. Ihr Geld habe nicht lange gereicht und die Behauptung der Sarco-Promoter, die Nutzung sei bis auf 20 Dollar für Stickstoff kostenlos, halte sie für unzutreffend. Sie sei in einen Medienrummel hineingezogen worden, obwohl sie sich einen privaten Abschied gewünscht hätte. Die Kontaktperson der Sterbewilligen und Exit-International bestreiten alle Vorwürfe und verweisen auf Chatverläufe. Nitschke schreibt: „Entgegen meiner früheren Einschätzung habe ich in den letzten Wochen Episoden kognitiver Entgleisungen erlebt, die in einem Fall an eine Psychose grenzten.“ Schließlich sei sie mittellos in Zermatt gewesen und eine Rückkehr in die USA sei für sie keine Option gewesen, da ihr dort Obdachlosigkeit und schlechte medizinische Versorgung gedroht hätten. Eine andere Schweizer Sterbehilfeorganisation nahm sich ihrer an, sie wurde psychiatrisch begutachtet und starb am 26. Juli 2024.